# シーザーズ・パレスグランプリ
シーザーズ・パレスグランプリ（シーザーズ・パレスGP、米: Caesars Palace Grand Prix）は、1981年と1982年にアメリカ合衆国・ネバダ州ラスベガス郊外のラスベガス・ストリップにあるシーザーズ・パレスホテルの駐車場に特設されたシーザーズ・パレス・グランプリ・サーキットで開催されていたF1世界選手権のレース。

## 概要
1961年からアメリカグランプリを開催し続けてきたワトキンズ・グレンが1981年に突如財政破綻してしまい、その代替レースとして本グランプリが開催されることになった。当初、コースは後に開催されるラスベガスグランプリ同様、ラスベガス・ストリップの公道を封鎖する計画であったが不可能であることがわかり、シーザーズ・パレスホテルの巨大な駐車場にサーキットを特設して開催することになった。
1981-1982年とも最終戦として開催され、かつドライバーズタイトルが決定する重要なレースとなった。
1981年はウィリアムズのアラン・ジョーンズが勝利を挙げ、5位に入賞したブラバムのネルソン・ピケが初のタイトルを獲得した。このレースは酷暑の中行われ、ピケは体力を消耗して失神寸前の状態となり、マーシャルらに抱えられてマシンを降りている。
1982年はティレルのミケーレ・アルボレートが勝ち、5位に入賞したウィリアムズのケケ・ロズベルグが初のタイトルを獲得した。
しかし、観客動員の伸び悩みによりシーザーズ・パレスホテルの財政に大きなダメージを与えたため、F1での開催は2年で打ち切られた。翌1983年から当時アメリカ国内におけるフォーミュラカー選手権であったCARTインディカー・ワールド・シリーズの1戦として開催され、コースレイアウトも駐車場の外周部を使ったバンク角のないオーバル形状に変更されたが、こちらも2年で打ち切られた。
F1開催終了から41年後の2023年から、シーザーズ・パレスホテルの真横を通るラスベガス・ストリップ・サーキットで「ラスベガスグランプリ」が開催されている。

## 結果
- ピンク地はCARTインディカー・ワールド・シリーズで開催された年。ラウンドは同シリーズのもの。

| 年    | 決勝日   | ラウンド | サーキット         | 優勝者                 | コンストラクター      | 結果 |
| ----- | -------- | -------- | ------------------ | ---------------------- | --------------------- | ---- |
| 1981  | 10月17日 | 15       | シーザーズ・パレス | アラン・ジョーンズ     | ウィリアムズ-フォード | 詳細 |
| 1982  | 09月25日 | 16       | シーザーズ・パレス | ミケーレ・アルボレート | ティレル-フォード     | 詳細 |
| 1983  | 10月08日 | 11       | シーザーズ・パレス | マリオ・アンドレッティ | ローラ-コスワース     | 詳細 |
| 1984  | 11月10日 | 16       | シーザーズ・パレス | トム・スニーバ         | マーチ-コスワース     | 詳細 |
| 出典: |          |          |                    |                        |                       |      |